# Люб
Люб (лат. Liub; ум. в 823 в году) — предводитель Велетского союза, правивший с 810 по 823 год. Старший сын и преемник Драговита. Имел двух сыновей — Милогоста и Челодрага, первый из которых, как старший сын, унаследовал трон.

## История
Став правителем велетов, позже называвшихся лютичами, Люб продолжил войну против империи Каролингов и союзных ей ободритов, с которыми ранее сражался его отец. В его правление Датское королевство, союзное велетам, подписало мирный договор с императором Карлом Великим. Люб возглавлял набеги на восток Старой Саксонии, сумев овладеть несколькими крепостями. Однако в 811 и 812 годах каролингские войска отбили крепости, а затем нанесли войскам Люба тяжёлое поражение, в результате чего он согласился освободить пленников и обязался платить дань Каролингской империи.
Одновременно продолжались конфликты с племенем ободритов. В 822 году Люб отправил послание императору Людовику Благочестивому, правителю Каролингской империи, с жалобой на Цедрага, правителя ободритов. В мае 823 года началась война между велетами и ободритами, в которой последним помогали войска каролингов. Люб погиб в 823 году в битве с ободритами.